# Llac Amadeus
El Llac Amadeus o Llac Amadeu (en anglès:Lake Amadeus) és un gran llac salat situat a la cantonada sud-oest d'Austràlia al Territori del Nord, a uns 50 km al nord d'Ayers Rock. Ocupa 1032 km².
Degut a l'aridesa de la zona, la superfície del Llac Amadeus normalment és una crosta de sal.En èpoques de suficient pluja forma part d'un sistema de drenatge que finalment connecta amb el Finke River. El llac Amadeus fa 180 km de llargada i 10 km d'amplada, essent el llac salat més gran del Territori del Nord. Conté unes 600 milions de tones de sal; tanmateix la sal no s'explota comercialment perquè està en una zona massa remota.
Els punts geogràfics propers més notables són: Ayers Rock, The Olgas i Mount Conner.

## Descobriment
El primer europeu a descobrir-lo va ser l'explorador Ernest Giles, qui de primer el va dedicar al seu benefactor el Baron Ferdinand von Mueller amb l'epònim Lake Ferdinand. Tanmateix Mueller va declinar aquest honor en favor del rei d'Espanya Amadeu de Savoia (conegut en anglès com King Amadeus I).